# Cruz Machado
Cruz Machado là một đô thị thuộc bang Paraná, Brasil. Đô thị này có diện tích 1477,372 km², dân số năm 2007 là 19011 người, mật độ 12,5 người/km².